# アナシス2号
アナシス2号は、大韓民国の人工衛星。2020年代における韓国軍の軍事通信を司る。

## 概要
2010年代の韓国では、軍事通信衛星としてムグンファ5号（軍用時呼称：アナシス1号）が使用されてきたが、民軍兼用衛星である上、通信妨害に脆弱で有事に制約を受ける可能性があった。このため純軍事衛星として計画された通信衛星がアナシス2号である。2014年にF-35ステルス戦闘機の導入と併せてロッキード・マーティン社から軍事通信衛星1基の提供を受ける契約を交わして購入が実現した。衛星の機体自体は、エアバス・ディフェンス・アンド・スペース社の汎用衛星バスEurostar E3000をカスタマイズしたものである。
2020年7月14日、アメリカ合衆国フロリダ州のケネディ宇宙センターから、スペースX社のファルコン9に搭載して打ち上げる予定だったが、前日に延期となり、7月20日に打ち上げられた。軌道移動を経て7月31日に3万5786キロ上空の静止軌道への投入に成功した。
10月19日、韓国保守系野党国会議員は、アナシス2号の制御端末の調達事業が韓国国防研究院（KIDA）により妥当性調査中であり、今年度及び来年度の購入予算に組まれていないことを公表した。このため、衛星が1年以上無駄に空転すると各メディアで報じられたが、防衛事業庁長によるとこれは議員の資料解釈の誤解であったと釈明した。「制御端末」という名称から誤解を与えてしまったが、アナシス2号は通信衛星であり、ここでは言う端末とは衛星間で通信を行う可搬機器（携帯電話のような役割。通信方式はアナシス1号と互換性があり、アナシス1号用の端末で通信することも可能）のことである。アナシス2号自体の制御システムは既に導入済みで試験中であり、通信端末について妥当性を検証したのち、2021年の予算で年末からの運用開始を予定している。